# ماسارو هاشيكتشي
ماسارو هاشيگُتشي (باليابانية: 橋口 勝) (21 مايو 1974 في أماغاساكي في اليابان – )؛ هو لاعب كرة قدم ياباني سابق كان يلعب كمدافع.

## وصلات خارجية
- ماسارو هاشيكتشي على موقع رابطة كرة القدم اليابانية للمحترفين (اليابانية)
- ماسارو هاشيكتشي على موقع عالم كرة القدم.نت (الإنجليزية)